# Gryphaeidae
De Gryphaeidae is een familie van tweekleppigen uit de orde Ostreoida.

## Geslachten
- Exogyra Say, 1820

- Gryphaeinae Vialov, 1936 †
  - Gryphaea Lamarck, 1801 †
- Pycnodonteinae Stenzel, 1959
  - Crenostrea Marwick, 1931 †
  - Empressostrea M. Huber & Lorenz, 2007
  - Hyotissa Stenzel, 1971
  - Neopycnodonte Stenzel, 1971
  - Pycnodonte Fischer von Waldheim, 1835